# Szelmentka
Szelmentka – prawostronny dopływ Szeszupy o długości około 24 km. Źródła Szelmentki znajdują się 2 km na południowy wschód od Góry Jesionowej. Ujście Szelmentki znajduje się na terenie Republiki Litewskiej, około 2 km od granicy państwa. Przepływa w górnym biegu przez dwa duże jeziora rynnowe: Szelment Wielki i Szelment Mały.
Zlewnie Szeszupy i Szelmentki w granicach Polski o powierzchni 300,4 km², obejmują silnie pofałdowany obszar wysokich wzgórz, pokryty licznymi, niewielkimi zagłębieniami (Garb Wiżajn) oraz głębokich dolin i rynien, często wypełnionymi jeziorami, ograniczonymi wysokimi i stromymi skarpami wysoczyzn polodowcowych.
Jeziora, przez które przepływa Szelmentka:
- Jezioro Zaleszczewo (2,3 ha),
- Jezioro Leszczewo (7,6 ha),
- Szelment Wielki,
- Szelment Mały,
- Jezioro Iłgiel
- Jezioro Kupowo